# Ksar Hellal
Ksar Hellal is een stad in Tunesië in het gouvernement Monastir. De stad ligt op enkele kilometers van de kust van de Golf van Hammamet, zo'n 20 km ten zuidoosten van Monastir.
Bij de volkstelling van 2014 telde Ksar Hellal 49.376 inwoners.
Een ksar is een arabisch woord voor fortificatie, en een element uit de Berberse architectuur.
Ons Jabeur, finalist op Wimbledon 2022 en Wimbledon 2023, is in Ksar Hellal geboren.